# Daniel Burke
Daniel Burke, född den 2 maj 1974 i Sydney i Australien, är en australisk roddare.
Han tog OS-silver i åtta med styrman i samband med de olympiska roddtävlingarna 2000 i Sydney.